# Venta de Baños
Venta de Baños là một đô thị trong tỉnh Palencia, Castile và León, Tây Ban Nha. Theo điều tra dân số 2008 (INE), đô thị này có dân số là 6112 người.